# U 123 (U-Boot, 1940)
U 123 war ein U-Boot vom Typ IX B, das im Zweiten Weltkrieg von der deutschen Kriegsmarine eingesetzt wurde. Das Boot wurde nach der Selbstversenkung 1944 im folgenden Jahr von der Französischen Marine repariert und wieder in Dienst gestellt und 1959 abgewrackt.

## Geschichte
Der Auftrag für das Boot wurde am 15. Dezember 1937 an die Werft AG Weser (Deschimag) in Bremen vergeben. Die Kiellegung erfolgte am 15. April 1939, der Stapellauf am 2. März 1940, die Indienststellung unter Kapitänleutnant Karl-Heinz Moehle fand schließlich am 30. Mai 1940 statt.
Das Boot gehörte von der Indienststellung am 30. Mai 1940 bis zum 30. September 1940 als Ausbildungsboot zur 2. U-Flottille in Wilhelmshaven. Dabei wurde es in der Zeit vom 16. bis 31. August 1940 für Dreharbeiten zum Propagandafilm „U-Boote westwärts!“ der UFA zur Verfügung gestellt. Nach der Ausbildung gehörte U 123 vom 1. Oktober 1940 bis zum 17. Juni 1944 als Frontboot zur 2. U-Flottille in Wilhelmshaven bzw. Lorient. Nach der Außerdienststellung am 17. Juni 1944 wurde es bis zum August 1944 in Lorient als Frontschulboot verwendet
U 123 unternahm während seiner Dienstzeit zwölf Feindfahrten, auf denen es 46 Schiffe mit 238.588 BRT versenken und sechs Schiffe mit 53.568 BRT beschädigen konnte.

## Einsatzstatistik

### Erste Unternehmung
Das Boot lief am 21. September 1940 um 5.00 Uhr von Kiel aus und lief am 23. Oktober 1940 um 11.25 Uhr in Lorient ein. Auf dieser 33 Tage dauernden und zirka 5.400 sm langen Unternehmung in den Nordatlantik, dem Nordkanal, sowie westlich der Rockall Bank, wurden sechs Schiffe mit 25.878 BRT versenkt.
- 6. Oktober 1940: Versenkung des britischen Dampfers Benlawers (Lage) mit 5.943 BRT. Der Dampfer wurde durch einen Torpedo versenkt. Er hatte Armeegüter inklusive LKWs geladen und befand sich auf dem Weg von Swansea nach Durban und Port Said. Das Schiff war ein Nachzügler der Konvois OB-221 mit 35 Schiffen. Es gab 24 Tote und 27 Überlebende.
- 10. Oktober 1940: Versenkung des britischen Dampfers Graigwen (Lage) mit 3.697 BRT. Der Dampfer wurde durch einen Torpedo versenkt. Er hatte 6.160 t Mais geladen und befand sich auf dem Weg von Montreal über Sydney nach Barry Roads. Das Schiff gehörte zum Konvoi SC-6 mit 38 Schiffen. Es gab sieben Tote und 27 Überlebende.
- 19. Oktober 1940: Versenkung des britischen Dampfers Sedgepool (Lage) mit 5.556 BRT. Der Dampfer wurde durch einen Torpedo versenkt. Er hatte 8.720 t Weizen geladen und befand sich auf dem Weg von Montreal (Kanada) über Sydney (Nova Scotia) nach Manchester. Das Schiff gehörte zum Konvoi SC-7 mit 35 Schiffen. Es gab drei Tote und 36 Überlebende.
- 19. Oktober 1940: Versenkung des niederländischen Dampfers Boekelo (Lage) mit 2.118 BRT. Der Dampfer wurde durch einen Torpedo versenkt. Er hatte 1.018 t Bauholz geladen und befand sich auf dem Weg von Chatham (Neubraunschweig) nach London. Das Schiff war ein Nachzügler des Konvois SC-7 mit 35 Schiffen. Es gab keine Verluste, 25 Überlebende.
- 19. Oktober 1940: Versenkung des britischen Dampfers Skekatika (Lage) mit 5.458 BRT. Der Dampfer wurde durch vier Torpedos versenkt. Er hatte 2.003 t Stahl sowie 6.000 t Grubenholz geladen und befand sich auf dem Weg von Gaspé über Sydney (Neubraunschweig) nach Hartlepool. Das Schiff war ein Nachzügler des Konvois SC-7 mit 35 Schiffen. Es gab keine Verluste, 36 Überlebende.
- 19. Oktober 1940: Versenkung des britischen Dampfers Clintonia (Lage) mit 3.106 BRT. Der Dampfer wurde durch Artillerie versenkt. Er hatte 3.850 t Bauholz geladen und befand sich auf dem Weg von St. Francis (Nova Scotia) über Sydney (Nova Scotia) nach Manchester. Das Schiff gehörte zum Konvoi SC-7 mit 35 Schiffen. Es gab einen Toten und 35 Überlebende.

### Zweite Unternehmung
Das Boot lief am 14. November 1940 um 17.00 Uhr von Lorient aus und lief am 28. November 1940 um 14.30 Uhr wieder dort ein. Auf dieser 13 Tage dauernden und 2.300 sm langen Unternehmung in den Nordatlantik, westlich des Nordkanals, wurden sechs Schiffe mit 27.895 BRT versenkt.
- 22. November 1940: Versenkung des britischen Dampfers Cree (Lage) mit 4.791 BRT. Der Dampfer wurde durch einen Torpedo versenkt. Er hatte 5.500 t Eisenerz geladen und befand sich auf dem Weg von Pepel (Sierra Leone) über Freetown nach Workington (Großbritannien). Das Schiff war ein Nachzügler des Konvois SL-53 mit 24 Schiffen. Es war ein Totalverlust mit 45 Toten.
- 23. November 1940: Versenkung des griechischen Dampfers Kolchis mit 2.219 BRT. Der Dampfer wurde durch einen Torpedo versenkt. Er hatte Getreide geladen und befand sich auf dem Weg von Colchis (Kanada) über Sydney (Nova Scotia) nach Belfast und Cardiff. Das Schiff gehörte zum Konvoi OB-244 mit 46 Schiffen. Es war ein Totalverlust mit 23 Toten.
- 23. November 1940: Versenkung des britischen Dampfers Oakcrest (Lage) mit 5.407 BRT. Der Dampfer wurde durch einen Torpedo versenkt. Er fuhr in Ballast und war auf dem Weg von Liverpool nach New York. Das Schiff war ein Nachzügler des Konvois OB-244 mit 46 Schiffen. Es gab 35 Tote und sechs Überlebende.
- 23. November 1940: Versenkung des britischen Dampfers Tymeric (Lage) mit 5.228 BRT. Der Dampfer wurde durch einen Torpedo versenkt. Er hatte 6.150 t Kohle geladen und befand sich auf dem Weg von Kingston upon Hull nach Buenos Aires. Das Schiff war ein Nachzügler des Konvois OB-244 mit 46 Schiffen. Es gab 71 Tote und fünf Überlebende.
- 23. November 1940: Versenkung des britischen Dampfers King Idwal (Lage) mit 5.115 BRT. Der Dampfer wurde durch einen Torpedo versenkt. Er fuhr in Ballast und war auf dem Weg von Liverpool nach Baltimore. Das Schiff gehörte zum Konvoi OB-244 mit 46 Schiffen. Es gab zwölf Tote und 28 Überlebende.
- 23. November 1940: Versenkung des schwedischen Dampfers Anten (Lage) mit 5.135 BRT. Der Dampfer wurde durch einen Torpedo versenkt. Er fuhr in Ballast und war auf dem Weg von Liverpool nach Südafrika. Das Schiff gehörte zum Konvoi OB-244 mit 46 Schiffen. Es gab einen Toten und 32 Überlebende.

### Dritte Unternehmung
Das Boot lief am 14. Januar 1941 um 18.00 Uhr von Lorient aus und lief am 28. Februar 1941 um 17.15 Uhr wieder dort ein. Auf dieser 44 Tage dauernden und zirka 6.750 sm langen Unternehmung in den Nordatlantik, westlich des Nordkanals und Irlands, wurden vier Schiffe mit 22.186 BRT versenkt.
- 24. Januar 1941: Versenkung des norwegischen Dampfers Vespasian (Lage) mit 1.570 BRT. Der Dampfer wurde durch einen Torpedo versenkt. Er fuhr in Ballast und war auf dem Weg von Tyne und Oban zum Mackenzie. Es war ein Totalverlust mit 18 Toten.
- 4. Februar 1941: Versenkung des britischen Dampfers Empire Engineer (Lage) mit 5.358 BRT. Der Dampfer wurde durch einen Torpedo versenkt. Er hatte 7.047 t Stahl geladen und befand sich auf dem Weg von Sydney (Nova Scotia) nach Newport. Das Schiff war ein Nachzügler des Konvois SC-20 mit 38 Schiffen. Es war ein Totalverlust mit 39 Toten.
- 15. Februar 1941: Versenkung des britischen Dampfers Alnmoor (Lage) mit 6.573 BRT. Der Dampfer wurde durch sechs Torpedos versenkt, von denen nur einer traf. Er hatte Stückgut inklusive Mehl, Stahl sowie Eisenlegierungen geladen und befand sich auf dem Weg von New York über Sydney (Nova Scotia) nach Glasgow. Das Schiff war ein Nachzügler des Konvois SC-21 mit 38 Schiffen. Es war ein Totalverlust mit 55 Toten.
- 24. Februar 1941: Versenkung des niederländischen Dampfers Grootekerk (Lage) mit 8.685 BRT. Der Dampfer wurde durch zwei Torpedos versenkt. Er hatte Kohle sowie Stückgut geladen und befand sich auf dem Weg von Swansea (Großbritannien) über Freetown (Sierra Leone) nach Penang. Es war ein Totalverlust mit 52 Toten.

### Vierte Unternehmung
Das Boot lief am 10. April 1941 um 18.00 Uhr von Lorient aus und lief am 11. Mai 1941 um 8.24 Uhr wieder dort ein. Auf dieser 31 Tage dauernden und 5.952 sm langen Unternehmung in den Nordatlantik, südwestlich von Island, wurde ein Schiff mit 6.991 BRT versenkt.
- 17. April 1941: Versenkung des schwedischen Motorschiffes Venezuela mit 6.991 BRT. Das Schiff wurde durch fünf Torpedos, von denen drei Treffer waren, versenkt. Es hatte Zellstoff geladen und war auf dem Weg von Göteborg nach Rio de Janeiro. Es war ein Totalverlust mit 49 Toten.

### Fünfte Unternehmung

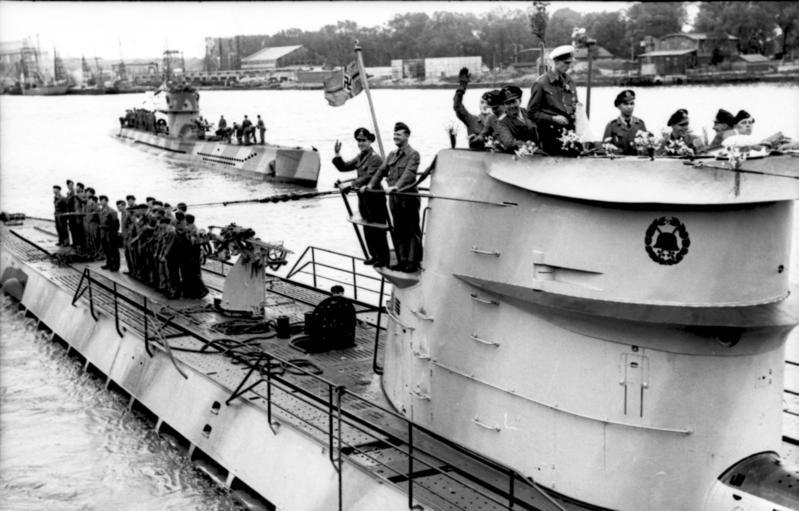
U-Boote U-123 und U-201 am 8. Juni 1941 auslaufend aus Lorient

Das Boot lief am 8. Juni 1941 um 18.41 Uhr von Lorient aus, musste aber wegen Maschinenproblemen am 12. Juni 1941 um 20.45 Uhr wieder dort einlaufen. Es lief am 15. Juni 1941 um 8.00 Uhr wieder von Lorient aus und lief am 23. August 1941 um 09.10 Uhr wieder dort ein. Auf dieser 76 Tage dauernden und 12.253 sm über und 151 sm unter Wasser langen Unternehmung in den Mittelatlantik, den Kapverdischen Inseln, vor Freetown, Gibraltar und den Azorischen Inseln, wurden fünf Schiffe mit 21.507 BRT versenkt. U 123 lief am 25. Juni 1941 in Las Palmas ein, um dort 40 m³ Brennstoff und Proviant zu ergänzen, es lief am gleichen Tag um 6.40 Uhr wieder dort aus.
- 20. Juni 1941: Versenkung des portugiesischen Dampfers Ganda (Lage) mit 4.333 BRT. Der Dampfer wurde durch einen Torpedo und Artillerie versenkt. Er hatte Stückgut, Portwein sowie 16 Passagiere an Bord und befand sich auf dem Weg von Lissabon nach Luanda. Drei Crewmitglieder und zwei Passagiere kamen ums Leben. 47 Crewmitglieder und 14 Passagiere wurden gerettet. Portugal war im Zweiten Weltkrieg neutral geblieben. Der B.d.U befahl dementsprechend Kommandant Hardegen, diese Versenkung aus dem Kriegstagebuch zu entfernen.
- 27. Juni 1941: Versenkung des britischen Dampfers P.L.M. 22 (Lage) mit 5.646 BRT. Der Dampfer wurde durch einen Torpedo versenkt. Er hatte 7.600 t Eisenerz geladen und befand sich auf dem Weg von Pepel (Sierra Leone) über Freetown (Sierra Leone) nach Middlesbrough. Das Schiff gehörte zum Konvoi SL-78 mit 25 Schiffen. Es gab 33 Tote und zwölf Überlebende.
- 27. Juni 1941: Versenkung des niederländischen Dampfers Oberon (Lage) mit 1.996 BRT. Der Dampfer wurde durch einen Torpedo versenkt. Er hatte 2.355 t Palmkerne sowie 253 t Stückgut geladen und befand sich auf dem Weg von Douala nach Kingston upon Hull. Das Schiff gehörte zum Konvoi SL-78 mit 25 Schiffen. Es gab sechs Tote und 28 Überlebende.
- 29. Juni 1941: Versenkung des britischen Dampfers Rio Azul (Lage) mit 4.088 BRT. Der Dampfer wurde durch einen Torpedo versenkt. Er hatte 6.700 t Eisenerz geladen und befand sich auf dem Weg von Pepel (Sierra Leone) über Freetown (Sierra Leone) nach Middlesbrough (Großbritannien). Das Schiff gehörte zum Konvoi SL-78 mit 25 Schiffen. Es gab 33 Tote und neun Überlebende.
- 3. Juli 1941: Versenkung des britischen Dampfers Auditor (Lage) mit 5.444 BRT. Der Dampfer wurde durch einen Torpedo versenkt. Er hatte Stückgut sowie zehn Flugzeuge geladen und befand sich auf dem Weg von London und Kapstadt nach Beira. Das Schiff gehörte zum Konvoi OB-337 mit 51 Schiffen. Es gab einen Toten und 75 Überlebende.

### Sechste Unternehmung
Das Boot lief am 14. Oktober 1941 um 13.30 Uhr von Lorient aus und lief am 22. November 1941 um 10.00 Uhr wieder dort ein. Auf dieser 40 Tage dauernden und 6.666 sm langen Unternehmung in den Nordatlantik, südöstlich Grönland, der Belle-Isle-Straße und Neufundland, wurde ein Schiff mit 13.984 BRT beschädigt.
- 21. Oktober 1941: Beschädigung des britischen Hilfskreuzers Aurania (F.28) mit 13.984 BRT. Der Hilfskreuzer wurde durch drei Torpedos, von denen zwei Treffer waren, beschädigt. Er lief am 23. Oktober 1941 in der Rothesay Bay ein. Es gab drei Tote. Das Schiff wurde 19 Monate später als Werkstattschiff Artifex wieder in Dienst gestellt.

### Siebte Unternehmung

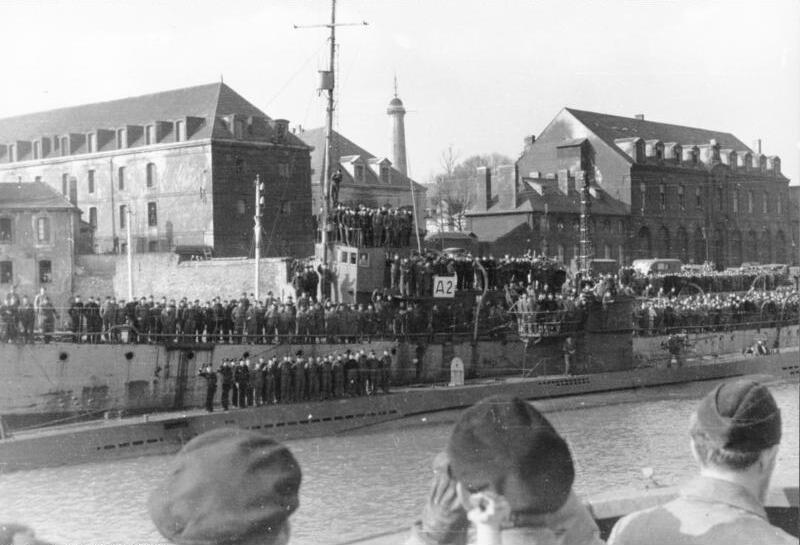
Einlaufen von U-123 am 9. Februar 1942 in Lorient

Das Boot lief am 23. Dezember 1941 um 11.00 Uhr von Lorient aus und lief am 9. Februar 1942 um 15.00 Uhr wieder dort ein. Auf dieser 45 Tage dauernden und 8.021 sm über und 256 sm unter Wasser langen Unternehmung in den Westatlantik, der Ostküste der USA, vor Kap Hatteras und New York, wurden acht Schiffe mit 52.079 BRT versenkt und ein Schiff mit 8.206 BRT beschädigt. U 123 gehörte zum Unternehmen Paukenschlag.
- 12. Januar 1942: Versenkung des britischen Dampfers Cyclops (Lage) mit 9.076 BRT. Der Dampfer wurde durch zwei Torpedos versenkt, hatte 6.905 t Stückgut sowie 78 chinesische Seeleute als Passagiere an Bord und befand sich auf dem Weg von Hongkong über Auckland, Cristóbal (Panama) und Halifax nach Großbritannien. 41 Crewmitglieder und 46 Passagiere kamen ums Leben, 62 Crewmitglieder und 32 Passagiere wurden gerettet.
- 14. Januar 1942: Versenkung des panamaischen Tankers Norness (Lage) mit 9.577 BRT. Der Tanker wurde durch drei Torpedos, von denen zwei Treffer waren, versenkt. Er hatte 12.222 t Brennstoff geladen und war auf dem Weg von New York über Halifax (Nova Scotia) nach Liverpool. Es gab 2 Tote und 39 Überlebende.
- 15. Januar 1942: Versenkung des britischen Tankers Coimbra (Lage) mit 6.768 BRT. Der Tanker wurde durch zwei Torpedos versenkt. Er hatte 9.600 t Schmieröl geladen und befand sich auf dem Weg von New York nach Großbritannien. Es gab 36 Tote und zehn Überlebende.
- 19. Januar 1942: Versenkung des panamaischen Dampfers Olympic (Lage) mit 5.335 BRT. Der Dampfer wurde durch einen Torpedo versenkt. Er hatte eine unbekannte Ladung und war auf dem Weg von Curaçao nach Baltimore. Das Schiff wurde seit dem Auslaufen vermisst. Es könnte von U 123 versenkt worden sein.[2] Es könnte aber auch der US-amerikanische Dampfer Norvana mit 2.677 BRT gewesen sein. Er hatte 3.980 t Erz geladen und befand sich auf dem Weg von Nuevitas (Kuba) nach Philadelphia. Es war ein Totalverlust mit 29 Toten.[3]
- 19. Januar 1942: Versenkung des US-amerikanischen Dampfers City of Atlanta (Lage) mit 5.269 BRT. Der Dampfer wurde durch einen Torpedo versenkt. Er hatte 2.780 t Stückgut geladen und befand sich auf dem Weg von New York nach Savannah. Es gab 43 Tote und drei Überlebende.
- 19. Januar 1942: Beschädigung der US-amerikanischen Malay mit 8.206 BRT. Der Tanker wurde durch einen Torpedo und Artillerie beschädigt. Er fuhr in Ballast auf dem Weg von Philadelphia (USA) nach Port Arthur. Es gab fünf Tote und 34 Überlebende.
- 19. Januar 1942: Versenkung des lettischen Dampfers Ciltvaira (Lage) mit 3.779 BRT. Der Dampfer wurde durch einen Torpedo versenkt. Er hatte 6.200 t Zeitungspapier geladen und befand sich auf dem Weg von Corner Brook und Norfolk nach Savannah. Es gab zwei Tote und 29 Überlebende.
- 25. Januar 1942: Versenkung des britischen Dampfers Culebra (Lage) mit 3.044 BRT. Der Dampfer wurde durch Artillerie versenkt. Er hatte Stückgut sowie Flugzeugteile geladen und befand sich auf dem Weg von London nach den Bermudas und Kingston. Das Schiff gehörte zum aufgelösten Konvoi ON-53 mit 26 Schiffen. Es war ein Totalverlust mit 45 Toten.
- 27. Januar 1942: Versenkung des norwegischen Tankers Pan Norway (Lage) mit 9.231 BRT. Der Tanker wurde durch Artillerie versenkt. Er fuhr in Ballast und war auf dem Weg von London und Loch Ewe nach Aruba. Es gab keine Verluste – 41 Überlebende.

### Achte Unternehmung
Das Boot lief am 2. März 1942 um 19.30 Uhr von Lorient aus und lief am 2. Mai 1942 um 10.50 Uhr wieder dort ein. Auf dieser 60 Tage dauernden und 8.608 sm über und 310 sm unter Wasser langen Unternehmung in den Westatlantik, der USA-Ostküste, vor New York, Kap Hatteras, Florida und Key West, wurden zehn Schiffe mit 57.150 BRT versenkt und ein Schiff mit 7.057 BRT beschädigt.
- 22. März 1942: Versenkung des US-amerikanischen Tankers Muskogee (Lage) mit 7.034 BRT. Der Tanker wurde durch einen Torpedo versenkt. Er hatte 67.265 Barrel Schweröl geladen und befand sich auf dem Weg von Trinidad nach Halifax (Nova Scotia). Es war ein Totalverlust mit 34 Toten.
- 24. März 1942: Versenkung des britischen Tankers Empire Steel (Lage) mit 8.138 BRT. Der Tanker wurde durch zwei Torpedos und Artillerie versenkt. Er hatte 11.000 t Öl und Benzin geladen und befand sich auf dem Weg von Baton Rouge über Halifax (Nova Scotia) nach Großbritannien. Es gab 39 Tote und 8 Überlebende.
- 27. März 1942: Versenkung des US-amerikanischen Q-Schiffes USS Atik (Carolyn) (Lage) mit 3.209 BRT. U 123 torpedierte die USS Atik und tauchte dann auf, um das vermeintliche Handelsschiff mit der Bordkanone zu versenken. Das Q-Schiff eröffnete sofort das Feuer, worauf U 123 ein Alarmtauchmanöver durchführte. Die USS Atik blieb liegen, was dem U-Boot ermöglichte, das Schiff mit einem zweiten Unterwasserangriff zu versenken. Das Gefecht kostete alle 141 Besatzungsmitglieder der Atik ihr Leben, die Schäden am U-Boot waren so gering, dass es seine Feindfahrt fortsetzen konnte. Lediglich ein Fähnrich von U 123 wurde durch das Geschützfeuer der USS Atik schwer verletzt und verstarb kurz nach der Versenkung der USS Atik.
- 2. April 1942: Beschädigung des US-amerikanischen Tankers Liebre mit 7.057 BRT. Der Tanker wurde durch einen Torpedo und Artillerie beschädigt. Er fuhr in Ballast und war auf dem Weg von New York nach Beaumont (Quebec). Es gab neun Tote und 25 Überlebende.
- 8. April 1942:
  - Beschädigung des US-amerikanischen Tankers Oklahoma mit 9.244 BRT. Der Tanker wurde durch einen Torpedo und Artillerie beschädigt. Er hatte 105.000 Barrel Rohöl geladen und befand sich auf dem Weg von Port Arthur nach Providence. Es gab 19 Tote und 18 Überlebende. Das Schiff wurde gehoben und repariert. Es wurde endgültig am 28. März 1945 von U 532 versenkt. Beim Untergang der Oklahoma starben 50 Mann der Besatzung während 22 überlebten.
  - Beschädigung des US-amerikanischen Tankers Esso Baton Rouge mit 7.989 BRT. Der Tanker wurde durch einen Torpedo beschädigt. Er hatte 89.398 Tonnen Heizöl geladen und befand sich auf dem Weg von Baytown nach New York. Es gab drei Tote und 39 Überlebende. Das Schiff wurde gehoben und repariert. Es wurde endgültig am 23. Februar 1943 von U 202 versenkt.
- 9. April 1942: Versenkung des US-amerikanischen Dampfers Esparta (Lage) mit 3.365 BRT. Der Dampfer wurde durch einen Torpedo versenkt. Es hatte 1450 t Bananen, Kaffee sowie Stückgut geladen und befand sich auf dem Weg von Puerto Cortés (Honduras) nach New York. Es gab einen Toten und 39 Überlebende.
- 11. April 1942: Versenkung des US-amerikanischen Tankers Gulfamerica (Lage) mit 8.081 BRT. Der Dampfer wurde durch einen Torpedo und Artillerie versenkt. Er hatte 101.500 Barrel Heizöl geladen und befand sich auf dem Weg von Port Arthur (Texas) nach New York. Es gab 19 Tote und 29 Überlebende. Das Schiff war bewaffnet mit 1 × 4 Inch und 2 × Kaliber .50.
- 13. April 1942:
  - Versenkung des US-amerikanischen Dampfers Leslie mit 2.609 BRT. Der Dampfer wurde durch einen Torpedo versenkt. Er hatte 3.225 t Rohzucker geladen und befand sich auf dem Weg von Antilla (Kuba) über Havanna nach New York. Es gab vier Tote und 28 Überlebende. Das Schiff war bewaffnet mit 2 × Kaliber .30.
  - Versenkung des schwedischen Motorschiffes Korsholm mit 2.647 BRT. Das Schiff wurde durch Artillerie versenkt. Es hatte 4.593 t Phosphat geladen und befand sich auf dem Weg von Tampa über Halifax (Nova Scotia) nach Liverpool. Es gab neun Tote und 17 Überlebende.
- 17. April 1942: Versenkung des US-amerikanischen Dampfers Alcoa Guide (Lage) mit 4.834 BRT. Der Dampfer wurde durch Artillerie versenkt. Er hatte 5.890 t Militärgüter incl. 8 Panzer an Bord und befand sich auf dem Weg von New York nach Pointe-à-Pitre. Es gab sechs Tote und 28 Überlebende.

### Verlegungsfahrt
Das Boot lief am 16. Mai 1942 um 20.00 Uhr von Lorient aus und lief am 24. Mai 1942 in Bergen ein. Es lief am 25. Mai 1942 um 20.00 Uhr wieder dort aus, und am 26. Mai 1942 um 18.00 Uhr in Kristiansand ein. Am gleichen Tag um 19.00 Uhr wieder aus Kristiansand ausgelaufen und am 27. Mai 1942 um 21.00 Uhr in Aarhus festgemacht. U123 lief am 28. Mai 1942 um 16.00 Uhr von Aarhus aus, und am 29. Mai 1942 um 10.00 Uhr in Kiel ein. Auf dieser elf Tage dauernden Verlegungsfahrt von Frankreich über Norwegen nach Deutschland, über den Nordatlantik, wurden keine Schiffe versenkt oder beschädigt.

### Neunte Unternehmung
Das Boot lief am 5. Dezember 1942 um 8.00 Uhr von Kiel aus und lief am 7. Dezember 1942 um 18.30 Uhr zur Brennstoffergänzung in Kristiansand ein. Es lief am 8. Dezember 1942 um 7.00 Uhr aus Kristiansand aus, und wegen schlechtem Wetter, am gleichen Tag um 10.00 Uhr wieder dort ein. Es lief endgültig am 9. Dezember 1942 aus Kristiansand aus und lief am 6. Februar 1943 in Lorient ein. Auf dieser 63 Tage dauernden und 7.866 sm über und 636 sm unter Wasser langen Unternehmung in den Nordatlantik, südöstlich von Neufundland, wurde ein Schiff mit 3.385 BRT versenkt und ein Schiff mit 7.068 BRT beschädigt. U 123 wurde am 12. Januar 1943 von U 117 mit 22,3 m³ Brennstoff versorgt. Das Boot gehörte zur Gruppe mit dem Tarnnamen „Spitz“.
- 29. Dezember 1942: Versenkung des britischen Dampfers Baron Cochrane (Lage) mit 3.385 BRT. Der Dampfer wurde durch zwei Torpedos versenkt. Er hatte 4.376 t Kohle geladen und befand sich auf dem Weg von Cardiff und Belfast nach Pernambuco und Rio de Janeiro. Das Schiff war ein Nachzügler des Konvois ONS-154 mit 45 Schiffen. Es gab zwei Tote und 42 Überlebende.
- 29. Dezember 1942: Beschädigung des britischen Dampfers Empire Shackleton mit 7.068 BRT. Der Dampfer wurde durch einen Torpedo beschädigt. Er hatte 2.000 t Stückgut, 1.000 t Munition sowie Flugzeuge geladen und befand sich auf dem Weg von Liverpool nach Halifax (Nova Scotia). Das Schiff war ein Nachzügler des Konvois ONS-154 mit 45 Schiffen. Es wurde noch am gleichen Tag von U 435 versenkt. Dieses CAM-Schiff war mit einem Katapult und einer Hawker Hurricane ausgerüstet. Es gab keine Verluste und 69 Überlebende.

### Zehnte Unternehmung
Das Boot lief am 13. März 1943 um 17.00 Uhr von Lorient aus und lief am 8. Juni 1943 um 18.30 Uhr wieder dort ein. Auf dieser 86 Tage dauernden und 11.236 sm über und 731 sm unter Wasser langen Unternehmung in den Mittelatlantik den Kanarischen Inseln und vor Freetown, wurden fünf Schiffe mit 28.173 BRT versenkt. U 123 wurde am 18. Mai 1943 von U 460 mit 60 m³ Brennstoff versorgt. Es gehörte zur Gruppe mit dem Tarnnamen „Seeräuber“.
- 8. April 1943: Versenkung des spanischen Motorschiffes Castillo Montealegre (Lage) mit 3.972 BRT. Das Schiff wurde durch zwei Torpedos versenkt. Es hatte Stückgut sowie Holz geladen und befand sich auf dem Weg von Fernando Poó nach Valencia. Es gab zwölf Tote und 29 Überlebende.
- 18. April 1943: Versenkung des britischen U-Bootes HMS P 615 (Lage) mit 683 t. Das U-Boot wurde durch zwei Torpedos versenkt. Es war ein Totalverlust mit 44 Toten.
- 18. April 1943: Versenkung des britischen Dampfers Empire Bruce (Lage) mit 7.459 BRT. Der Dampfer wurde durch drei Torpedos versenkt. Es hatte 9.141 t Leinsamen geladen und befand sich auf dem Weg von Buenos Aires (Argentinien) über Freetown (Sierra Leone) nach Großbritannien. Es gab keine Verluste, 49 Überlebende.
- 30. April 1943: Versenkung des schwedischen Motorschiffes Nanking (Lage) mit 5.931 BRT. Das Schiff wurde durch einen Torpedo versenkt. Es hatte 8.500 t Erz, Nussöl sowie Baumwolle geladen und befand sich auf dem Weg von Bombay nach Großbritannien. Es gab keine Verluste, 32 Überlebende.
- 5. Mai 1943: Versenkung des britischen Dampfers Holmbury (Lage) mit 4.566 BRT. Der Dampfer wurde durch einen Torpedo und Artillerie versenkt. Er hatte 7.798 t Stückgut geladen und befand sich auf dem Weg von Buenos Aires (Argentinien) und Montevideo über Freetown (Sierra Leone) nach Großbritannien. Es gab zwei Tote und 44 Überlebende. Der Kapitän des Schiffes wurde von U 123 gefangen genommen.
- 9. Mai 1943: Versenkung des britischen Dampfers Kanbe mit 6.244 BRT. Der Dampfer wurde durch zwei Torpedos versenkt. Er hatte Stückgut inklusive 3.500 t Kupfer geladen und befand sich auf dem Weg von Alexandria und Takoradi über Freetown (Sierra Leone) nach Großbritannien. Das Schiff war ein Nachzügler des Konvois TS-38. Es gab 61 Tote und fünf Überlebende.

### Elfte Unternehmung
Das Boot lief am 1. August 1943 um 20.00 Uhr von Lorient aus und lief am 5. August 1943 um 13.34 Uhr wieder dort ein. Nach Einbau eines Hagenuk-Wellensittich-Funkmessgerätes, lief das Boot am 16. August 1943 um 19.00 Uhr von Lorient aus. Auf Höhe von Finistere wurde das Boot von alliierten Seestreitkräften angegriffen, konnte jedoch entkommen. Auf dieser 86 Tage dauernden und zirka 8.580 sm über und 1.800 sm unter Wasser langen Unternehmung in den Westatlantik, den Golf von Mexiko, der Guayana-Küste und Trinidad, wurden keine Schiffe versenkt oder beschädigt. Kommandant Schroeter meldete zwar am 21. September, auf der sogenannten „Bauxit-Route“ vor Französisch-Guayana einen stark gesicherten Geleitzug aus Tankern und Liberty-Frachtern angegriffen und zwei oder drei Schiffe torpediert zu haben, aber diese Angaben konnten nicht durch alliierte Verlustmeldungen bestätigt werden. Auf der Rückkehr zur nordfranzösischen Atlantikküste wurde U 123 von einer britischen Mosquito angegriffen. Seit wenigen Monaten waren einige dieser Kampfflugzeuge mit starken Geschützen aufgerüstet worden. Auch diese Mosquito verfügte über eine solche Molins-Kanone, genannt „Tsetse“, und belegte das Boot mit acht Salven, wobei der Turm durchlöchert wurde. Schroeter rief Luftunterstützung für sein beschädigtes Boot herbei, da U 123 infolge der Treffer tauchunklar war. Am 7. November 1943 lief das Boot um 16.48 Uhr wieder im Stützpunkt Lorient ein.

### Zwölfte Unternehmung
Das Boot lief am 29. Dezember 1943 um 15.30 Uhr von Lorient aus und lief am 30. Dezember 1943 um 21.15 Uhr wegen Undichtigkeiten wieder dort ein. Es lief am 9. Januar 1944 um 17.00 Uhr wieder aus Lorient aus und lief am 24. April 1944 um 7.00 Uhr wieder dort ein. Auf dieser 101 Tage dauernden und zirka 9.300 sm über und 2.540 sm unter Wasser langen Unternehmung in den Mittelatlantik und vor Freetown, wurden keine Schiffe versenkt oder beschädigt. U 123 wurde am 29. März 1944 von U 488 mit 42 m³ Brennstoff und Proviant für zwei Wochen versorgt.

## Verbleib
U-123 wurde von der Kriegsmarine am 17. Juni 1944 in Lorient außer Dienst gestellt. Es ließ sich wegen fehlender Batterien bei der Räumung des Stützpunktes nicht nach Norwegen verlegen, wurde teilweise ausgeschlachtet und am 19. August 1944 in Lorient gesprengt. Nach dem Krieg wurde das Wrack zunächst amerikanische Beute, dann Frankreich zugesprochen. Es wurde von den Franzosen in Lorient (U-Bootbunker Keroman) repariert und wieder in Dienst genommen. Das Boot fuhr zunächst noch unter seinem alten Namen für die Marine Nationale, wurde dann aber am 23. Juni 1947 in Blaison umbenannt. Die Umbenennung erfolgte zu Ehren von Capitaine de Frégate Louis Blaison, der im Februar 1942 mit dem französischen U-Kreuzer Surcouf und der gesamten Besatzung untergegangen war. Blaison fuhr unter verschiedenen Kommandanten, bis sie am 1. August 1957 außer Dienst gestellt und in Reserve versetzt wurde. Das Boot wurde am 15. August 1959 in Q 165 umbenannt und in der Folge abgewrackt.
| Dienstgrad             | Name                | von                | bis                |
| ---------------------- | ------------------- | ------------------ | ------------------ |
| Lieutenant de Vaisseau | Yves Aubury         | 13. Oktober 1945   | 15. Oktober 1946   |
| Lieutenant de Vaisseau | Fernand Arnaud      | 16. Oktober 1946   | 8. September 1949  |
| Lieutenant de Vaisseau | Jacques Guerrier    | 9. September 1949  | 23. Februar 1951   |
| Lieutenant de Vaisseau | Jean Dumont         | 24. Februar 1951   | 2. März 1953       |
| Lieutenant de Vaisseau | André Labbè         | 2. März 1953       | 15. September 1954 |
| Lieutenant de Vaisseau | Jean-Pierre Ferrand | 16. September 1954 | 27. März 1956      |
| Lieutenant de Vaisseau | Jean Gelas          | 28. März 1956      | 1. August 1957     |